# Nandini Satpathy
Nandini Satpathy (Cuttack, 9 juni 1931 - Bhubaneshwar, 4 augustus 2006) was een Indiase politica en schrijfster.
Satpathy was meestentijds lid van de Congrespartij (het Indian National Congress). Eind jaren zestig was ze minister op federaal niveau. In het midden van de jaren zeventig was ze premier van de deelstaat Orissa. Ook is ze vele malen op federaal niveau parlementariër geweest.
Ze had nauw contact met de toenmalige president van India, Indira Gandhi waaraan ze haar premierschap van Orissa had te danken.
Behalve op het politieke uitte zij zich op het literaire vlak. Ze schreef in het Oriya en ontving voor haar oeuvre in 1998 de prestigieuze Sahitya Bharati Samman Award. Haar werk is in diverse talen vertaald.
Nandini Satpathy overleed op 75-jarige leeftijd.